# 720°
720° est un jeu vidéo de skateboard sorti en 1986 sur borne d'arcade et qui fut ensuite porté sur Amstrad CPC, Commodore 64, Game Boy Color, Nintendo Entertainment System et ZX Spectrum. Développé par Atari Games, le jeu a été conçu par John Salwitz et Dave Ralston,,.

## Système de jeu
Le joueur contrôle un skateur devant récolter de l'argent grâce à des figures pour acheter un meilleur équipement ou pour atteindre le skatepark suivant tout en évitant le trafic routier. Si le temps imparti est écoulé, le message « Skate or die » apparaît et un essaim d'abeilles vient piquer le skateur jusqu'à la mort. Quatre épreuves sont disponibles : la rampe, le slalom, la descente et les sauts.

## Portages
1997 : Game Boy Color (Digital Eclipse - Midway)

## Accueil
720° a reçu un bon accueil de la presse spécialisée.
Le jeu est l'une des entrées de l'ouvrage Les 1001 jeux vidéo auxquels il faut avoir joué dans sa vie.